# جیمی رافین
جیمی لی رافین (انگلیسی: Jimmy Lee Ruffin؛ ‏ ۷ مهٔ ۱۹۳۹ – ۱۷ نوامبر ۲۰۱۴) موسیقی‌دان و خواننده اهل ایالات متحده آمریکا بود.
او مابین سال‌های دههٔ ۶۰ تا ۸۰ میلادی، چندین آهنگ موفق منتشر کرد و بیشتر در زمینهٔ موسیقی سول فعالیت داشت.